# Sib Tower 12 Productions
Sib Tower 12 Productions, empresa também conhecida como o departamento de animação da Metro-Goldwyn-Mayer ou MGM Animation/Visual Arts, foi um estúdio de animação criado em 1962 pelo animador e diretor Chuck Jones e pelo produtor Les Goldman. É lembrado por produções como uma das séries de Tom and Jerry, os longa-metragens How the Grinch Stole Christmas, e The Phantom Tollbooth, todos lançados nos cinemas ou na televisão pela Metro-Goldwyn-Mayer.

## História
O estúdio foi criado depois que Jones foi demitido após trinta anos de trabalho no departamento de animação da Warner Bros., onde dirigiu as séries Looney Tunes e Merrie Melodies. Em 1963, a produtora recém-fundada assinou um contrato com os estúdios da  Metro-Goldwyn-Mayer para produzir uma nova série de desenhos animados de Tom and Jerry. Estes curtas obtiveram um grande sucesso, e a MGM comprou a Sib Tower 12 Productions e a renomeou como MGM Animation/Visual Arts em 1964. O estúdio continuou até 1967 com a série de Tom and Jerry dirigida por Jones, realizando um total de 34 curtas.
Jones trabalhou também em curtas para cinema. O primeiro, The Dot and the Line: A Romance in Lower Mathematics (1965), foi um trabalho abstrato baseado no livro infantil de Norton Juster, curta vencedor do Oscar de Melhor Curta de Animação de 1965. Em 1967, Jones colaborou com seu amigo e aluno da Warner Bros. no filme The Bear that Wasn't, uma adaptação do livro infantil de Frank Tashlin (1943), sobre um urso que não acredita que é um urso.
O estúdio produziu também para a televisão, em 1966, uma adaptação do best-seller infantil, escrito pelo Dr. Seuss, How the Grinch Stole Christmas. Em 1969, Jones tornou-se o primeiro a adaptar o personagem Pogo, de Walt Kelly, para desenho animado,  criando o especial The Pogo Special Birthday Special. O terceiro especial para a TV foi outra adaptação de um livro do Dr. Seuss, Horton Hears a Who!, o qual foi transmitido em 1970.
O trabalho mais ambicioso do estúdio foi o filme para cinema de 1970 The Phantom Tollbooth, adaptado de outro livro de Norton Juster. 
A MGM fechou o estúdio em 1970, e todo o elenco de profissionais que lá trabalhava foi transferido para o novo empreendimento do diretor, a Chuck Jones Film Productions.
O acervo da MGMA/UA foi comprado pela Turner Entertainment em 1986. Turner fundiu-se à Time Warner em 1996, a qual agora possui os direitos de distribuição da WB e do acervo da MGMA/UA. A ironia é que a demissão de Chuck Jones ajudou a MGM a desenvolver seu próprio departamento de animação na década de 1960.

### Curtas em desenho animado para o cinema
- Tom and Jerry de Chuck Jones - 34 curtas (1963 - 1967)
- The Dot and the Line: A Romance in Lower Mathematics (1965)
- The Bear that Wasn't (1967)

### Especiais para a televisão
- How the Grinch Stole Christmas (1966)
- The Pogo Special Birthday Special (1969)
- Horton Hears a Who! (1970)

### Filmes para cinema
- The Phantom Tollbooth (1970)